# ديفيد بويد
ديفيد بويد (21 نوفمبر 1955 في أستراليا - ) (بالإنجليزية: David Boyd)‏ هو لاعب كريكت أسترالي. لعب مع فريق غرب أستراليا للكريكت ‏.

## وصلات خارجية
- ديفيد بويد على موقع إي آس بي آن كريك إنفو (الإنجليزية)